# 古池建築事務所
古池建築事務所（ふるいけ/こいけけんちくじむしょ）は、主に明治時代初期 (創業年は詳しく判っていない) から昭和時代中期にかけて活動を行っていた建築業者である。その他に古池工務店（ふるいけ/こいけこうむてん）や古池請負業（ふるいけ/こいけせいふぎょう）などと表記される場合もある。

## 概要

陸軍騎兵学校（旧・陸軍乗馬学校）

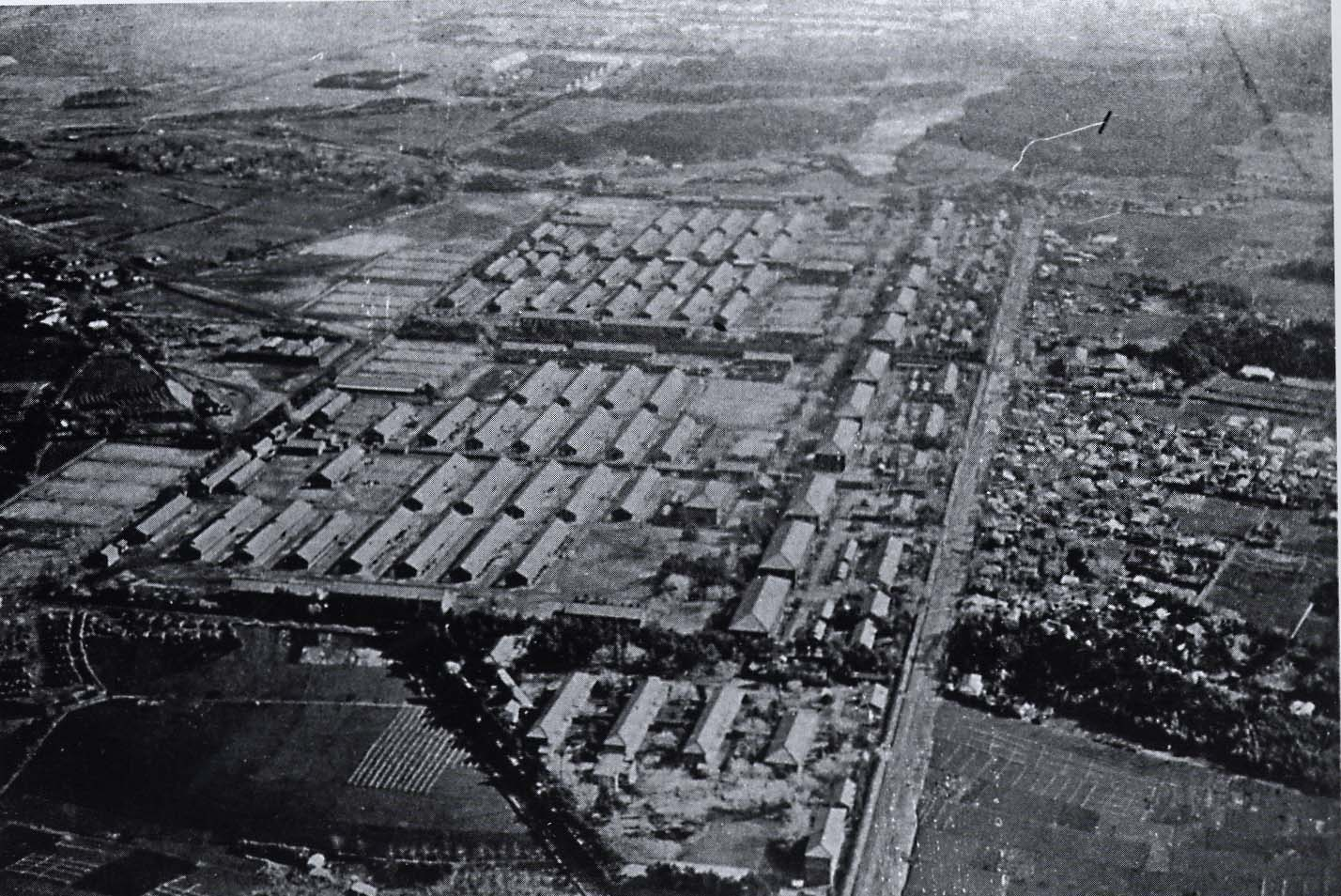
習志野騎兵連隊全景

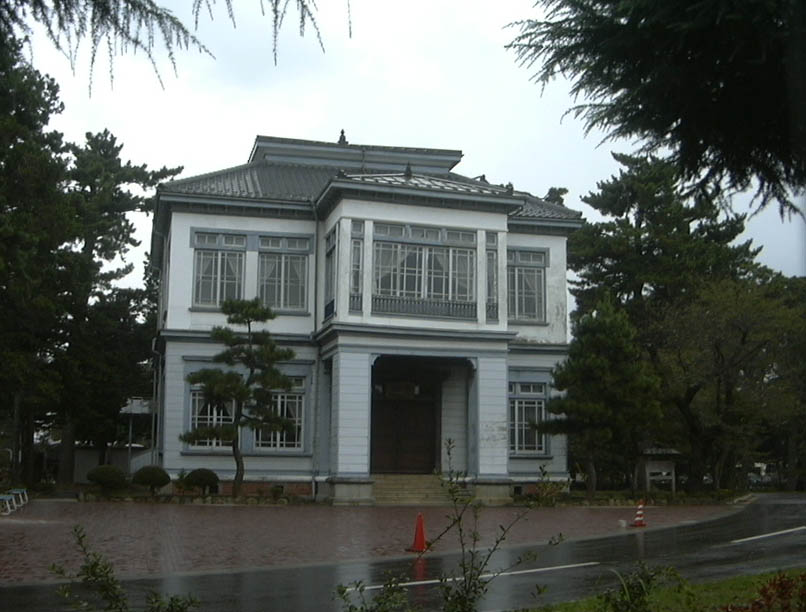
空挺館(旧御馬見所)

建築事務所は幕末から明治初期頃に、下総国千葉郡嶋田村（現在の千葉県八千代市島田）の農家出身の古池安五郎によって創業された。
安五郎の出た家は、代々続く旧家で、古くは清和源氏村上氏流の流れを汲み、房総の有力氏族だった千葉氏の臣下だったと伝わる（八千代市域に伝わる「村上氏伝説」も参照）。千葉家は平安時代から続く下総国の豪族であったが、小田原征伐の時に、小田原北条氏と共に豊臣秀吉に滅ぼされている。
安五郎は幼少の時から向学心が強く、早い時期から、異国情緒溢れる浜（今の横浜）や江戸（今の東京）で広く建築を学んだ後、建築請負業の事務所を構えたのがはじまりとされ、当時軍郷であった習志野地区では建築業のまとめ役を務めていたという。2代目を継いだ古池良輔は、工手学校（現在の工学院大学の前身）の造家（建築）学科を出て、辰野金吾のもとで学んだ後、父・安五郎の事務所を継ぎ、実務家として活躍している。また良輔は乗馬が得意だったという。
建築事務所の活動範囲は、千葉県千葉郡（二宮町・豊富村・大和田町・津田沼町・幕張町等）、船橋市本町周辺と東京市（現・東京都）、神奈川県横須賀町の一部で、建物や家具の設計や施工をはじめ、幅広い分野にわたっていたという。また、寄付活動や寄進行為なども活発で地域振興にも寄与しており、二宮神社などの社寺工事をはじめ、二宮小学校や豊富小学校、二宮第二小学校、安田保善学校、東京聾話学校などの公共施設の建設をしているほか、陸軍習志野演習場(習志野原)の演習構造物の整備や騎兵旅団司令部、習志野騎兵連隊施設、陸軍騎兵学校（旧・陸軍乗馬学校）の施設や訓練設備の整備、習志野陸軍病院や習志野捕虜収容所、東部軍管区教育隊などの建設にも尽力、建築活動を通じて日本騎兵と日本陸軍の発展を支えた。
陸軍省御用達も務め、主に陸軍騎兵学校の施設管理を任されていた縁から、騎兵学校に在籍していた皇族の方々や仲三好屋に下宿していた西竹一(硫黄島の戦いで戦死)などのオリンピック馬術競技選手などをはじめとする騎兵学校の学生や教師とも交流が深かったともいわれる。
また、年代は不明だが、昭和天皇がまだ皇太子時代の頃に、騎兵学校を訪れた際、習志野原を馬で駆ける自らの写真を記念にお付きの者を通じて下賜されている。
なお、同事務所の一部は陸軍の仕事だけでなく、最盛期には海軍の依頼も受けていた。戦後には家族での付き合いをしていた縁から三木鶏郎を支援し、焼野原となっていた東京都麹町にいち早く三木鶏郎スタジオを設置、トリローグループの活動を支援するなど日本の文化復興の為に貢献している。
その後もしばらく活動をしていたが、大きな取引先相手だった陸海軍の消滅は大きく、親交のあった東京大学教授などの勧めもあり、後継者が建設省や千葉市役所などに入職したため解散となった。
技術水準が比較的高かったことから木造などの伝統技法だけでなく、明治としては、まだ珍しかった鉄筋コンクリートなどの技術等への見識も有しており、広い分野で活躍を収めている。船橋市や習志野市、鎌ケ谷市等の近代史にその名称がよく出てくる。
空挺館（旧騎兵連隊御馬見所）、明治天皇駐蹕之処の碑、旅順要塞模型、習志野原子和清水給水多数を手がけ、現在でも一部が文化財として残されている。

## 関連人物
- 古池安五郎(1858年-1916年)
- 古池良輔(1887年-1964年)
- 古池軫陸(1911年-1996年)
- 古池良雄(1916年-2012年)
- 古池玉次郎(1920年-2010年)

## 関連リンク
- 歴史・文化資産を活かした復興まちづくりに関する基本的考え方 国土交通省（政府に採択されたプラン）